# Немеричі
Немеричі (рос. Немеричи) — село в Дятьковському районі Брянської області Російської Федерації.
Населення становить 848 осіб. Входить до складу муніципального утворення Немеричське сільське поселення.

## Історія
Від 2005 року входить до складу муніципального утворення Немеричське сільське поселення.

## Населення
| 2010 | 2013 |
| ---- | ---- |
| 674  | ↗848 |